# Parafia Wniebowzięcia Najświętszej Maryi Panny w Staromieściu
Parafia Wniebowzięcia Najświętszej Maryi Panny – rzymskokatolicka parafia znajdująca się we wsi Staromieście, w gminie Lelów, w powiecie częstochowskim, w województwie śląskim. Należy do dekanatu lelowskiego diecezji kieleckiej. Parafia powstała w 1898 roku.

## Historia
Przypuszcza się, że już w 1080 r. była tu parafia i tu pierwotnie istniał Lelów. Pierwsza wzmianka źródłowa o kościele pochodzi z 1267 r. w związku z konsekracją biskupa Pawła z Przemankowa. Pierwszy kościółek był drewniany. Świątynia ulegała pożarom, które niszczyły kilkakrotnie całą miejscowość. W XIV w. w Staromieściu został wybudowany mały, murowany kościół. Jego także strawił ogień w 1794 r. Świątynia została odbudowana i wyremontowana, a w 1877 r. rozbudowana. Od 1898 r. Staromieście jest samodzielną parafią. Ostatnia rozbudowa kościoła miała miejsce w latach 1960–1970. Na terenie parafii znajdują się dwie kaplice: we wsi Dąbrowno pw. św. Wojciecha, zbudowana w latach 1983–1986 oraz we wsi Lgoczanka Matki Bożej Nieustającej Pomocy.